# 33. Reserve-Division (Deutsches Kaiserreich)
Die 33. Reserve-Division war ein Großverband der Preußischen Armee im Ersten Weltkrieg.

## Gliederung

### Kriegsgliederung bei Mobilmachung 1914
- 8. Bayerische Infanterie-Brigade
  - Bayerisches 4. Infanterie-Regiment „König Wilhelm von Württemberg“
  - Bayerisches 8. Infanterie-Regiment „Großherzog Friedrich II. von Baden“
- 66. Reserve-Infanterie-Brigade
  - Reserve-Infanterie-Regiment Nr. 67
  - Reserve-Infanterie-Regiment Nr. 130
- Reserve-Husaren-Regiment Nr. 2
- Ersatz-Abteilung/1. Lothringisches Feldartillerie-Regiment Nr. 33
- Ersatz-Abteilung/2. Lothringisches Feldartillerie-Regiment Nr. 34
- Ersatz-Abteilung/3. Lothringisches Feldartillerie-Regiment Nr. 69
- Ersatz-Abteilung/4. Lothringisches Feldartillerie-Regiment Nr. 70

### Kriegsgliederung vom 23. Januar 1918
- 66. Reserve-Infanterie-Brigade
  - Reserve-Infanterie-Regiment Nr. 67
  - Reserve-Infanterie-Regiment Nr. 130
  - Infanterie-Regiment Nr. 364
  - 6. Eskadron/Ulanen-Regiment „Hennigs von Treffenfeld“ (Altmärkisches) Nr. 16
- Artillerie-Kommandeur Nr. 125
  - Reserve-Feldartillerie-Regiment Nr. 33
- Pionier-Bataillon Nr. 333
- Divisions-Nachrichten-Kommandeur Nr. 433

## Geschichte
Die Division wurde zu Beginn des Ersten Weltkriegs aus der Hauptreserve der Festung Metz gebildet und setzte sich zunächst aus bayerischen und preußischen Truppenverbänden zusammen. Der Großverband kam an der West- und Ostfront zum Einsatz und wurde am 12. August 1918 aufgelöst.

### Gefechtskalender

#### 1914
- 20. bis 22. August --- Schlacht in Lothringen
- 22. bis 27. August --- Schlacht bei Longwy und am Othain-Abschnitt
  - 24. bis 25. August --- Schlacht bei Étain
- 2. September --- Stellungskämpfe um Verdun
- 5. bis 9. September --- Kämpfe um die Stellungen vor Nancy
- 5. bis 12. September --- Kämpfe in der Südstellung von Metz
- 13. bis 26. September --- Stellungskämpfe um Verdun
- ab 29. September --- Kämpfe zwischen Maas und Mosel

#### 1915
- 1. Januar bis 31. Dezember --- Kämpfe zwischen Maas und Mosel

#### 1916
- bis 11. August --- Kämpfe zwischen Maas und Mosel
- 11. August bis 9. September --- Schlacht um Verdun
  - 28. bis 29. August --- Kämpfe im Bergwald
  - 3. September --- Erstürmung der französischen Stellungen beiderseits der Souville-Schlucht
  - 4. bis 9. September --- Kämpfe um die Souville-Schlucht
- 9. September bis 6. November --- Stellungskämpfe um Verdun
  - 24. Oktober --- Kämpfe am Douaumont und bei Fort Vaux
- ab 7. November --- Stellungskämpfe in Lothringen

#### 1917
- bis 14. April --- Stellungskämpfe in Lothringen
- 18. April bis 22. Mai --- Doppelschlacht an der Aisne und in der Champagne
- 23. Mai bis 20. August --- Stellungskämpfe in Lothringen
- 20. August bis 10. September --- Abwehrschlacht bei Verdun
- 11. bis 18. September --- Stellungskämpfe in Lothringen
- 18. bis 22. September --- Transport nach dem Osten
- 23. September bis 7. Dezember --- Stellungskämpfe am Sereth
- 7. bis 17. Dezember --- Waffenruhe
- ab 17. Dezember --- Waffenstillstand

#### 1918
- bis 16. Januar --- Waffenstillstand
- 20. Januar bis 20. Juni --- Stellungskämpfe bei Reims
- 20. Juni bis 14. Juli --- Stellungskämpfe in der Champagne
- 15. bis 17. Juli --- Angriffsschlacht an der Marne und in der Champagne
- 18. bis 26. Juli --- Stellungskämpfe in der Champagne
- 28. Juli bis 5. August --- Stellungskämpfe vor Verdun
- 12. August 1918 --- Division aufgelöst

## Kommandeure
| Dienstgrad      | Name                       | Datum                            |
| --------------- | -------------------------- | -------------------------------- |
| Generalleutnant | Viktor Karl Wilhelm Bausch | 2. August 1914 bis 21. Juni 1917 |
| Generalmajor    | Kuno von Barfus            | 22. Juni 1917 bis 9. August 1918 |